# Boris Becker
Boris Franz Becker (Leimen, 22 novembre 1967) è un ex tennista e allenatore di tennis tedesco.
Soprannominato Bum Bum per l'esplosività del servizio e l'abilità nel serve-and-volley, è il più giovane vincitore nella storia del Torneo di Wimbledon maschile, avendolo vinto per la prima volta a 17 anni (confermandosi campione del torneo l'anno seguente). Ha vinto in totale 6 tornei del Grande Slam, 3 ATP Finals, 2 Coppe Davis, 2 World Team Cup, una Hopman Cup, la medaglia d'oro in doppio alle Olimpiadi di Barcellona ed è stato per 12 settimane numero uno al mondo. Tra il 2013 e il 2016 è stato allenatore di Novak Đoković e dall'ottobre 2023 al febbraio 2024 di Holger Rune.
Ha avuto, agli inizi della carriera, uno straordinario impatto a livello mediatico, non solo per la precocità, ma anche per essere stato il primo tennista a saper associare, con grande efficacia, la potenza dei colpi, tipica del tennis moderno, alla raffinatezza del tennis classico ed è considerato uno dei più forti tennisti di sempre sulle superfici rapide, avendo disputato 7 finali al Torneo di Wimbledon e vinto 49 tornei.
È l'unico tennista uomo della storia ad aver vinto due tornei del Grande Slam prima di compiere i 19 anni ed è stato inserito nella International Tennis Hall of Fame nel 2003.

## Biografia
È nato a Leimen, nell'allora Germania Ovest, il 22 novembre 1967. Ha incominciato a giocare a tennis a cinque anni, vincendo il primo torneo a otto. Il suo talento in questo sport era tanto evidente che il Ministero della pubblica istruzione gli concesse una dispensa speciale, consentendogli di abbandonare la scuola dopo il conseguimento dell'equivalente tedesco della licenza media.
Nel 1993, dopo la conclusione del suo fidanzamento con Karen Schultz durato tre anni, ha sposato la modella afroamericana Barbara Feltus Pabst, dalla quale ha avuto poi due figli, Noah Gabriel ed Elias Balthasar. Il matrimonio si è concluso nel 2001 con il divorzio. Nel 2009 si è sposato con la modella olandese Sharlely "Lilly" Kerssenberg, dalla quale ha avuto un altro figlio maschio Amadeus Benedict Edley Luis. Becker è padre anche di una femmina, Anna, avuta dalla modella Angela Ermakova, nel 2000 quando il suo matrimonio con Barbara era ormai alla fine. Per un breve periodo è stato legato a Sabrina Setlur.
Becker è vegetariano. Nel 1991 dichiarò di aver tentato il suicidio, cambiando poi idea.
Nel 2017, un tribunale britannico, dopo la richiesta di una banca privata, dichiara il fallimento di Becker. Nel 2020, l'amministratore fallimentare britannico ha riconosciuto un credito di 34 milioni di sterline (37 milioni di euro) ad Hans-Dieter Cleven, ex socio in affari di Becker. Nel 2022 viene condannato da un tribunale inglese a 30 mesi di reclusione, metà dei quali da trascorrere in carcere, per bancarotta fraudolenta.
Becker fu detenuto in custodia nel carcere di Wandsworth a Londra dal 29 aprile 2022. Nel dicembre 2022 il tabloid Daily Mirror comunicò che l'ex tennista, non avendo cittadinanza britannica, avrebbe beneficiato, come altri detenuti non britannici, di un trattato internazionale per estradizione nella nazione di origine, dove scontare in libertà il tempo rimanente della pena, ma senza poter fare ritorno nel Regno Unito.
Ritornato in patria nel dicembre 2022, Becker ha pianto durante un'intervista con l'emittente televisiva tedesca Sat.1 riferendo di aver temuto di essere assassinato in prigione: infatti è stato minacciato di morte da due assassini, prima nel carcere londinese e poi in quello dove fu trasferito successivamente.

## Carriera

### 1984-1992: esordio e grandi vittorie

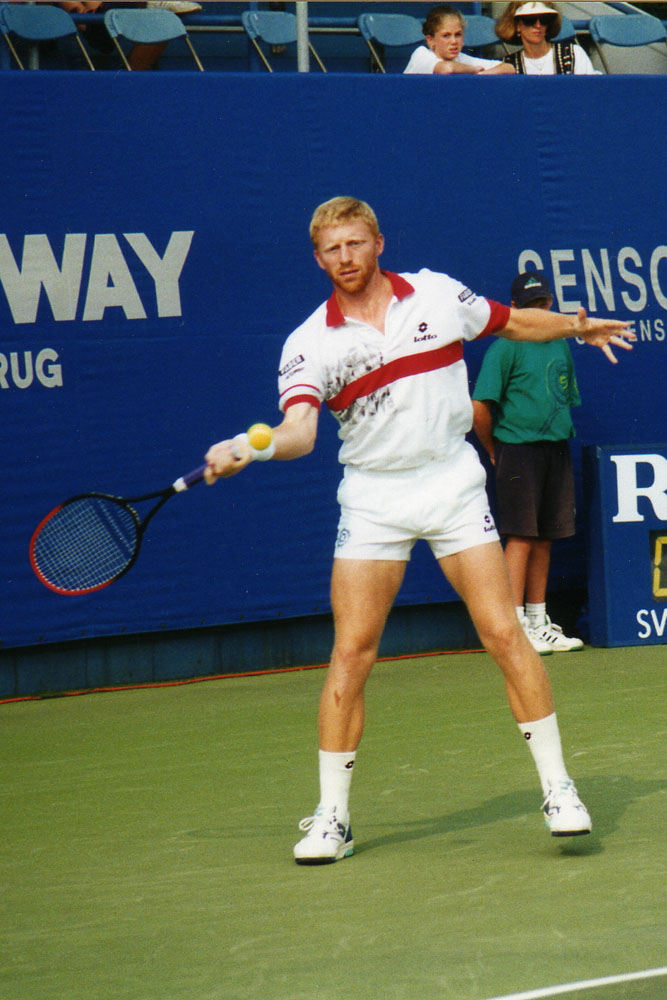
Boris Becker nel 1994

Divenne professionista nel 1984, sotto la guida del coach Günther Bosch e del manager Ion Țiriac. Già nell'anno dell'esordio ottiene risultati importanti vincendo il suo primo titolo nel doppio agli Internazionali di Tennis di Baviera 1984 in coppia con Wojciech Fibak e raggiungendo il terzo turno al suo primo torneo di Wimbledon in cui viene eliminato da Bill Scanlon. A fine anno gioca agli Australian Open 1984 ed elimina Meyer, testa di serie numero 7 Tim Mayotte, Hank Pfister e Guy Forget, perdendo nei quarti di finale contro Ben Testerman. Chiude l'anno al 66º posto della classifica mondiale.
Nel 1985 colleziona importanti risultati, tra cui spicca la semifinale agli Internazionali d'Italia persa contro Yannick Noah. Al suo primo Open di Francia elimina al primo turno il veterano Vitas Gerulaitis e perde subito dopo contro Mats Wilander. Rivela sull'erba il suo potenziale: prima si aggiudica il Queen's Club Championships 1985 superando Johan Kriek in finale (e lo specialista Pat Cash nei quarti) e poi si aggiudica contro ogni pronostico il torneo di Wimbledon, senza essere testa di serie. Supera nei primi turni Pfister, Anger, Nyström e Mayotte. Nei quarti di finale elimina in quattro set Henri Leconte e in semifinale ha la meglio su Anders Järryd. In finale supera Kevin Curren e diventa a 17 anni e 227 giorni il più giovane vincitore di sempre in un torneo del Grande Slam (il record sarà battuto da Michael Chang che si aggiudicherà l'Open di Francia 1989 all'età di 17 anni e 110 giorni). In agosto vince anche al Cincinnati Open 1985 battendo Mats Wilander. A novembre arriva in finale al torneo di Wembley e cede in cinque set a Ivan Lendl. mentre agli Australian Open perde al secondo turno contro Michiel Schapers. Grazie a questi risultati si qualifica per la prima volta in carriera per il Masters di fine anno, nel quale sarà di nuovo sconfitto da Lendl in finale, e chiude l'anno al sesto posto del ranking mondiale.
Comincia il 1986 senza grandi risultati fino a marzo, quando vince il doppio al Brussels Indoor in coppia con Slobodan Živojinović, e il singolare al Chicago Grand Prix, con la vittoria in finale contro Lendl. Il mese successivo raggiunge per la prima volta in carriera la finale alle WCT Finals e viene sconfitto in quattro set da Anders Järryd. Nel primo slam stagionale, a Parigi, perde nei quarti di finale da Mikael Pernfors. Al Queen's delude uscendo nei quarti di finale per mano di Tim Mayotte (che poi vincerà il titolo). La rivincita arriva a Wimbledon dove difendere con autorevolezza il titolo sconfiggendo Lendl al terzo set set in finale. Nel corso del torneo aveva eliminato anche i quotati Miloslav Mečíř e Henri Leconte. In agosto centra due finali consecutive: nella prima a Stratton Mountain è sconfitto da Lendl e nella seconda a Montréal si impone su Stefan Edberg. All'US Open viene eliminato da Miloslav Mečíř in semifinale. Nella parte finale di stagione vince tre tornei in pochi giorni, il primo a Sydney contro Lendl (vince anche il torneo di doppio insieme con John Fitzgerald), poi a Tokyo superando Connors ed Edberg e infine vince la finale a Parigi contro Sergio Casal. Nel Masters di fine anno si ripete il copione dell'anno precedente con la sconfitta in finale contro Lendl. Chiude l'anno al secondo posto del ranking mondiale.
Il 1987 si apre con l'eliminazione al quarto turno negli Australian Open per mano di Wally Masur, poche settimane dopo Boris si aggiudica l'Indian Wells Classic battendo in finale Edberg in cinque set. Nei mesi seguenti vince il torneo di singolare e di doppio a Milano e nello Slam di Parigi raggiunge per la prima volta le semifinali, in cui viene battuto da Mats Wilander. Comincia la stagione sull'erba da grande favorito aggiudicandosi il torneo del Queen's (tradizionale prologo di Wimbledon) ma nello Slam londinese cede sorprendentemente al secondo turno contro Peter Doohan (numero 70 della classifica mondiale). In agosto perde la finale a Cincinnati contro Edberg in due set e all'US Open viene eliminato al quarto turno da Brad Gilbert. Quell'anno in Coppa Davis vince per 4–6, 15–13, 8–10, 6–2, 6–2 una delle più lunghe partite della storia del tennis contro John McEnroe, durata 6 ore e 22 minuti. Nel Masters di fine anno non supera la fase a gironi e chiude l'anno al quinto posto mondiale.
Nel 1988 non prende parte all'Australian Open e il primo successo arriva a febbraio a Indian Wells. Alle WCT Finals batte Edberg nella finale. I due si erano già affrontati in diverse occasioni, e quell'anno cominceriano una vera e propria rivalità, soprattutto sui campi d'erba (i preferiti di entrambi), che toccherà l'apice a Wimbledon. Al Roland Garros supera Korda e lo specialista della terra rossa Muster e viene eliminato da Leconte. A giugno vince al Queen's la finale contro Edberg e si presenta a Wimbledon da favorito. Nei quarti supera in tre set lo specialista Pat Cash e in semifinale infrange nuovamente il sogno di Lendl (che mai in carrierà riuscirà a vincere sui prati londinesi). In finale ritrova Edberg, che si prende la rivincita in quattro set. Il prosieguo della stagione è caratterizzato da alti e bassi: vince a Indianapolis (contro McEnroe in finale) ma esce clamorosamente al secondo turno dell'US Open per mano della sorpresa del torneo Darren Cahill (che perderà in semifinale contro Wilander). Nel finale di stagione vince i tornei di Tokyo, Stoccolma e il Masters di fine anno contro Lendl in finale. Quell'anno vince anche con la Germania Ovest la sua prima Coppa Davis. A fine anno è il numero 4 del ranking mondiale.
Nel 1989 viene eliminato al quarto turno dell'Australian Open da Jonas Svensson e in febbraio vince due tornei consecutivi a Milano e a Philadelphia. In preparazione al Roland Garros partecipa ad alcuni tornei sulla terra rossa, raggiunge la finale a finale a Monte Carlo e viene sconfitto dallo specialista Alberto Mancini. Affronta due volte in un mese il rivale Edberg, perde in semifinale all'Open di Francia e si riscatta a Wimbledon in finale prendendosi la rivincita anche per la sconfitta nella finale dell'anno prima. In agosto vince agli US Open il secondo Slam stagionale e quarto in carriera (il primo lontano dai prati inglesi) battendo Ivan Lendl in finale. Nel finale di stagione affronta altre due volte in finale Edberg, nella prima a Parigi riesce a imporsi, ma nella seconda al Masters di fine anno è lo svedese ad avere la meglio. Con la squadra della Germania conferma il titolo in Coppa Davis vinto l'anno prima. Nonostante occupi la seconda posizione del ranking mondiale a fine stagione viene nominato ITF World Champion e ATP player of the year, titoli che vengono assegnati quasi sempre al primo giocatore del ranking.
Nel 1990 vince cinque tornei minori (Bruxelles, Stoccarda, Indianapolis, Sydney, Stoccolma) ma nel Grande Slam le sue prestazioni sono al di sotto delle aspettative. All'Australian Open viene eliminato nei quarti di finale da Mats Wilander e all'Open di Francia esce al primo turno contro il giovane Goran Ivanišević. Nella finale di Wimbledon va in scena il terzo atto della sfida con Edberg. I due stabiliscono il primato di essere i primi a contendersi il titolo per tre anni consecutivi (eguagliati da Federer e Nadal nel triennio 2006-2007-2008). Stavolta lo svedese vince dopo una lunga e combattuta partita chiusa al quinto set. Anche agli US Open non difende il titolo del 1989 venendo eliminato da Andre Agassi in semifinale. Ancora Agassi lo eliminerà in semifinale nell'ATP Tour World Championships (nuova denominazione del Masters di fine anno). Chiude l'anno al secondo posto del ranking mondiale.
Il 1991 è l'anno della sua prima vittoria all'Australian Open, in finale sconfigge Ivan Lendl e con questo successo il 28 gennaio conquista per la prima volta in carriera il primo posto del ranking scalzando Stefan Edberg. Dopo solo tre settimane lo svedese si riprende il primato in classifica. All'Open di Francia supera Chang nei quarti di finale e in semifinale si deve arrendere ad Andre Agassi. A Wimbledon raggiunge per la quarta volta consecutiva la finale, questa volta contro Michael Stich, che in semifinale ha eliminato Edberg e si aggiudica il titolo sconfiggendo Becker. L'8 luglio si riprende per nove settimane il primo posto del ranking mondiale per poi ricederlo nuovamente a Edberg e non riuscirà più a riprenderlo. Agli US Open cede al terzo turno a Paul Haarhuis. In ottobre vince il secondo torneo della stagione a Stoccolma e a fine anno non va oltre la fase a gironi dell'ATP Tour World Championships. Chiude l'anno al terzo posto del ranking mondiale.
Nel 1992 Becker vince cinque tornei tra cui il suo secondo ATP Tour World Championships sconfiggendo Jim Courier in quattro set nella finale.

### 1993-1994: infortuni, caduta e risalita
Nel 1993 la carriera di Becker subisce un rapido declino, imputabile a vari fattori tra cui gli infortuni, il matrimonio con la modella Barbara Feltus che lo porterà al centro della vita mondana (distraendolo dall'attività sportiva) e i problemi con la magistratura tedesca per evasione fiscale. In tutto l'anno vince solo due tornei minori a Doha e a Milano. Nel grande slam riesce ad andare bene solo a Wimbledon, in cui raggiunge la semifinale venendo eliminato da Pete Sampras, negli altri tre tornei viene sempre eliminato in uno dei primi turni. A fine anno è sceso al numero 11 della classifica mondiale, per la prima volta dal 1984 chiude l'anno fuori dalla top-10.
Anche la prima parte del 1994 è da dimenticare. Salta i primi due slam di stagione e l'unico risultato di rilievo è la vittoria nel torneo di Milano in febbraio. A Wimbledon raggiunge ancora la semifinale ma viene battuto da Goran Ivanišević, negli US Open perde subito al primo turno. Solo nel finale di stagione si riprende vincendo a Los Angeles, New Haven e Stoccolma centrando poi la finale nel Masters (battuto da Sampras). A fine anno è riuscito a risalire al terzo posto del ranking riconquistando un ruolo da protagonista nel tennis mondiale.

### 1995-1996: ultime grandi vittorie
Nel 1995 raggiunge per la settima e ultima volta la finale di Wimbledon dopo aver faticato molto contro Cédric Pioline e aver sconfitto anche Andre Agassi in semifinale, nell'ultimo atto del torneo viene però battuto da Pete Sampras in quattro set. Durante l'anno vince il torneo di Marsiglia e alla fine della stagione conquista per la terza volta in carriera l'ATP Tour World Championships a Francoforte contro Michael Chang in finale. Chiude l'anno al quarto posto del ranking mondiale.
Il sesto e ultimo titolo nel Grande Slam di Boris Becker arriva all'inizio del 1996 in Australia contro Chang. In giugno vince per la quarta volta il Queen's Club Championships incontrando e battendo nella finale per l'ultima volta in carriera il rivale Edberg con il punteggio 6–4, 7–6(3). Questa vittoria fa ben sperare per il torneo di Wimbledon ma nel terzo turno sul 6 pari nel primo set Boris si deve arrendere contro Neville Godwin a causa di un infortunio al polso. In ottobre vince prima a Vienna e poi a Stoccarda battendo Sampras in una finale chiusa al quinto set. Dopo l'incontro Pete in conferenza stampa userà parole di grande stima per complimentarsi con il tedesco. I due si incontreranno nuovamente nella finale dell'ATP Tour World Championships dando vita a un incontro altamente spettacolare vinto da Sampras in cinque set. Al termine della stagione riesce a vincere il suo 49º e ultimo titolo nella Grand Slam Cup di Monaco di Baviera, battendo in tre set Goran Ivanišević nella finale. A fine anno è sesto nella classifica mondiale ATP.

### 1997-1999: fine carriera
A partire dal 1997 Becker diminuisce costantemente i propri impegni e partecipa solo a due Slam. In Australia viene eliminato al secondo turno e a Wimbledon raggiunge i quarti di finale in cui viene eliminato da Pete Sampras. Durante tutta la stagione non riesce ad aggiudicarsi nessun torneo e a fine anno è numero 62 del mondo.
L'anno seguente non partecipa a nessuno Slam raggiungendo come miglior risultato i quarti di finale a Monte Carlo. Il 1999 è l'ultimo anno della sua carriera, partecipa a pochi tornei e prima di ritirarsi tenta l'avventura per l'ultima volta nel suo amato Wimbledon. Sconfigge la wild card Miles Maclagan, poi Nicolas Kiefer, il giovane Lleyton Hewitt (che due anni dopo diventerà numero 1 del ranking mondiale) e infine si arrende a Patrick Rafter.

### Carriera da allenatore
Nel dicembre 2013 Becker diventò allenatore di Novak Đoković, il quale non congedò Marian Vajda che lo allenava già dal 2006. Successivamente il serbo dichiarò di aver assunto Becker come "personal coach". La collaborazione tra i due terminò  alla fine del 2016.
Nell'ottobre 2023 è diventato allenatore di Holger Rune quando il giocatore danese era settimo nella graduatoria mondiale dell'Association of Tennis Professionals, abbandonando l'incarico dopo soli quattro mesi a causa di motivi professionali e privati.

## Stile di gioco

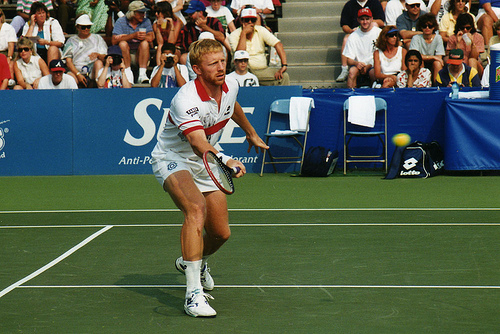
Becker nel 1994

Il suo tennis era caratterizzato da una notevole potenza a cui univa uno stile di gioco estremamente tecnico, dinamico e spettacolare (uno degli ultimi interpreti del "serve and volley") con frequenti cambi di ritmo e numerose discese a rete anche in controtempo, senza dimenticare le spiccate doti acrobatiche (suoi i famosi "tuffi"), che gli consentivano di coprire la rete in maniera eccellente.
(Gianni Clerici)
I suoi colpi migliori erano senza dubbio il dritto e il servizio ma disponeva anche di un ottimo rovescio e di una grande manualità nel gioco di volo.

## Statistiche e riconoscimenti
Nel corso della sua carriera Becker ha vinto 49 titoli nel singolare (di cui 6 nel Grande Slam) e 15 nel doppio in 14 differenti nazioni (Australia, Austria, Belgio, Canada, Francia, Germania, Italia, Giappone, Paesi Bassi, Qatar, Svezia, Svizzera, Regno Unito e Stati Uniti). È stato numero uno del mondo in singolare per 12 settimane divise in due periodi, il primo da 3 e il secondo da 9. Ha vinto tre Masters Cup, un WCT Finals e una Grand Slam Cup. Unico grande neo della sua carriera (comune a molti giocatori serve & volley) è quello di non essere stato molto competitivo sulla terra battuta; in singolare non ha infatti vinto nessun torneo disputato su questa superficie (pur avendo disputato alcune importanti finali) e nello Slam parigino è arrivato al massimo in semifinale (nel 1987, 1989 e 1991).
È il terzo tennista più giovane di sempre ad essere entrato in top 10 (17 anni e 7 mesi), dopo Aaron Krickstein (17 anni e 11 giorni) e Michael Chang (17 anni e 3 mesi), oltre a essere uno dei quattro giocatori, insieme a Björn Borg, Rafael Nadal e Carlos Alcaraz, ad aver raggiunto almeno la posizione nº 2 della classifica ATP da teenager.
Nel doppio ha conquistato 15 titoli raggiungendo, il 22 settembre 1986, la sesta posizione del ranking mondiale della categoria. Ha vinto la medaglia d'oro alle olimpiadi di Barcellona nel 1992 in coppia con Michael Stich.
Ha guadagnato complessivamente 25.080.956 dollari in premi in carriera.
In Coppa Davis (vinta nel 1988 e nel 1989) ha un bilancio di 54-12 (38-3 nel singolare). Oltre alla Davis ha vinto anche le altre due maggiori competizioni a squadre del circuito: la Hopman Cup nel 1995 e la World Team Cup nel 1989 e nel 1998.
Nel 2003 Becker è stato introdotto nella International Tennis Hall of Fame. Occasionalmente gioca nel circuito senior e nel World TeamTennis.

## Altre attività

Partita a scacchi tra Becker (bianco) e Kasparov (nero)

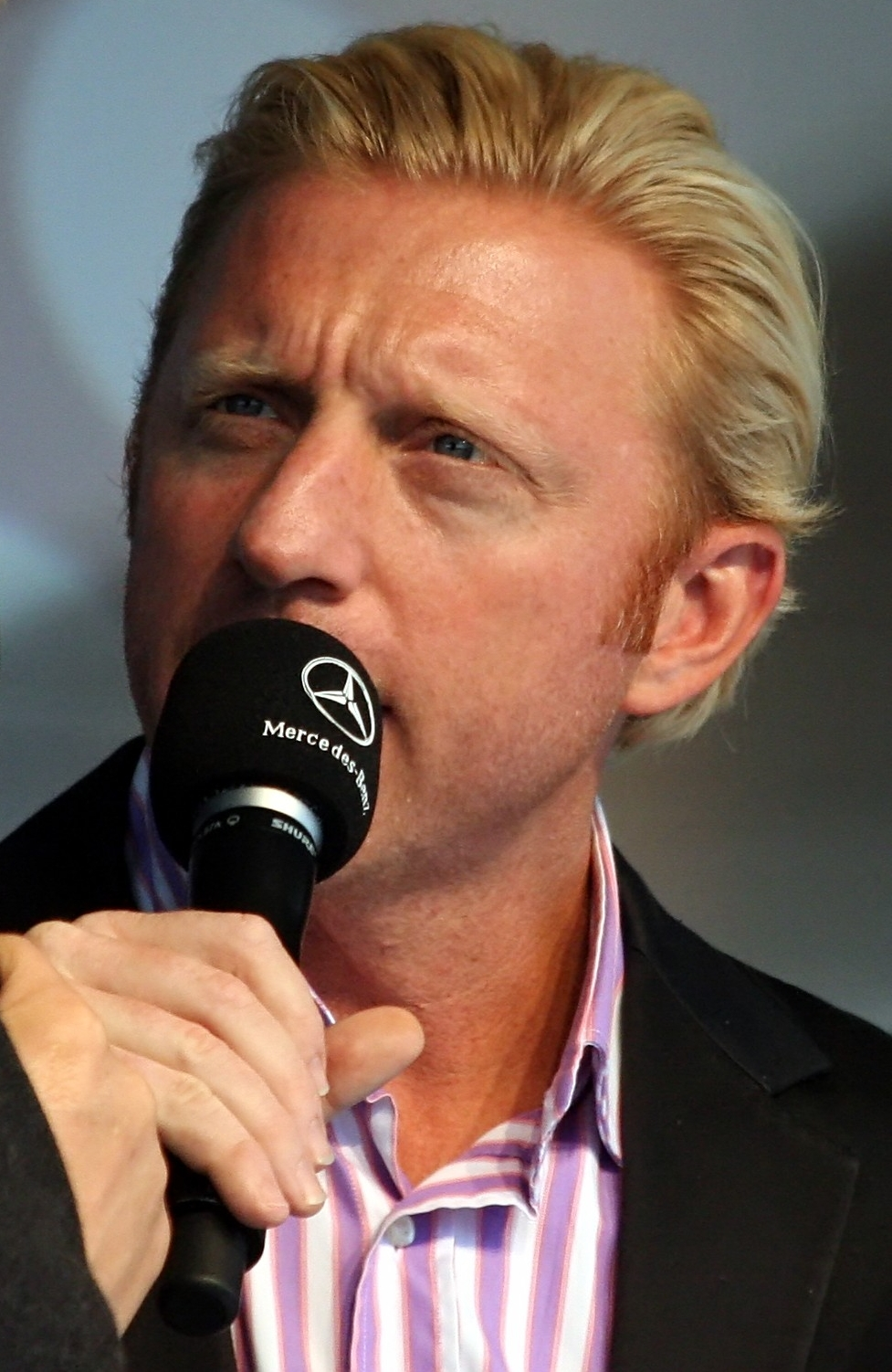
Becker nel 2007

Dal 2003 Becker ha collaborato come commentatore della BBC a Wimbledon. Inoltre è patrono della Elton John AIDS Foundation ed è tuttora un imprenditore nel settore delle attrezzature sportive, in particolare tennistiche.
Becker è un buon giocatore di scacchi e il 15 marzo del 2000 ha giocato una partita contro il campione del mondo Garri Kasparov via Internet e commentata in diretta sulla rete statunitense CNN. Sebbene il tennista tedesco sia un buon giocatore dilettante, come prevedibile non si dimostrò all'altezza del suo avversario e perse alla 18ª mossa.
Nel 2004 ha pubblicato per Bantam Press il libro Player. Ha partecipato anche allo show Top Gear nella sezione Star in a Reasonably-Priced Car in cui ha realizzato il tempo di 1 minuto e 45,9 secondi.
Appassionato di Poker, dal 2007 è stato testimonial del sito internet PokerStars e con la relativa squadra Team PokerStars ha partecipato a diversi tornei in circuiti professionistici dell'European Poker Tour, arrivando a vincere la tappa di Barcellona nel 2012. Dal 2013 è invece testimonial di Youwin.com.
Nell'intervista rilasciata a Playboy Italia n. 14 (aprile 2010), Boris Becker ha dichiarato, a proposito del possibile parallelismo tra poker e tennis:

## Finali del Grande Slam (10)

### Vinte (6)
| Anno | Torneo              | Avversario in finale | Punteggio                |
| 1985 | Wimbledon           | Kevin Curren         | 6–3, 6(4)–7, 7–6(3), 6–4 |
| 1986 | Wimbledon (2)       | Ivan Lendl           | 6–4, 6–3, 7–5            |
| 1989 | Wimbledon (3)       | Stefan Edberg        | 6–0, 7–6(1), 6–4         |
| 1989 | US Open             | Ivan Lendl           | 7–6, 1–6, 6–3, 7–6       |
| 1991 | Australian Open     | Ivan Lendl           | 1–6, 6–4, 6–4, 6–4       |
| 1996 | Australian Open (2) | Michael Chang        | 6–2, 6–4, 2–6, 6–2       |

### Perse (4)
| Anno | Torneo        | Avversario in finale | Punteggio               |
| 1988 | Wimbledon     | Stefan Edberg        | 4–6, 7–6(2), 6–4, 6–2   |
| 1990 | Wimbledon (2) | Stefan Edberg        | 6–2, 6–2, 3–6, 3–6, 6–4 |
| 1991 | Wimbledon (3) | Michael Stich        | 6–4, 7–6(4), 6–4        |
| 1995 | Wimbledon (4) | Pete Sampras         | 6(5)–7, 6–2, 6–4, 6–2   |

## Titoli vinti (64)

### Singolare (49)
| Legenda                                           |
| Grande Slam (6)                                   |
| Tennis Masters Cup ATP (3)                        |
| Tennis Masters Cup WCT (1)                        |
| Grand Slam Cup (1)                                |
| Grand Prix Super Series / ATP Masters Series (13) |
| ATP Championship Series (9)                       |
| ATP Grand Prix (16)                               |

| Legenda superfici |
| Cemento (16)      |
| Terra (0)         |
| Erba (7)          |
| Indoor (26)       |

| Nº  | Data              | Torneo                                              | Superficie       | Avversario della finale | Risultato               |
| --- | ----------------- | --------------------------------------------------- | ---------------- | ----------------------- | ----------------------- |
| 1.  | 17 giugno 1985    | Queen's, Londra (1)                                 | Erba             | Johan Kriek             | 6–2, 6–3                |
| 2.  | 7 luglio 1985     | Torneo di Wimbledon, Londra (1)                     | Erba             | Kevin Curren            | 6–3, 6–7, 7–6, 6–4      |
| 3.  | 26 agosto 1985    | Cincinnati Open, Cincinnati                         | Cemento          | Mats Wilander           | 6–4, 6–2                |
| 4.  | 31 marzo 1986     | Chicago Grand Prix, Chicago                         | Sintetico indoor | Ivan Lendl              | 7–6, 6–3                |
| 5.  | 6 luglio 1986     | Torneo di Wimbledon, Londra (2)                     | Erba             | Ivan Lendl              | 6–4, 6–3, 7–5           |
| 6.  | 18 agosto 1986    | Canadian Open, Toronto                              | Cemento          | Stefan Edberg           | 6–4, 3–6, 6–3           |
| 7.  | 20 ottobre 1986   | Australian Indoor Championships, Sydney (1)         | Cemento (i)      | Ivan Lendl              | 3–6, 7–6, 6–2, 6–0      |
| 8.  | 27 ottobre 1986   | Tokyo Indoor, Tokyo (1)                             | Sintetico indoor | Stefan Edberg           | 7–6, 6–1                |
| 9.  | 3 novembre 1986   | Paris Open, Parigi (1)                              | Sintetico indoor | Sergio Casal            | 6–4, 6–3, 7–6           |
| 10. | 23 febbraio 1987  | Indian Wells Open, Indian Wells (1)                 | Cemento          | Stefan Edberg           | 6–4, 6–4, 7–5           |
| 11. | 6 aprile 1987     | Milano Indoor, Milano (1)                           | Sintetico indoor | Miloslav Mečíř          | 6–4, 6–3                |
| 12. | 15 giugno 1987    | Queen's, Londra (2)                                 | Erba             | Jimmy Connors           | 6–7, 6–3, 6–4           |
| 13. | 7 marzo 1988      | Indian Wells Open, Indian Wells (2)                 | Cemento          | Emilio Sánchez          | 7–5, 6–4, 2–6, 6–4      |
| 14. | 18 aprile 1988    | WCT Finals, Dallas                                  | Sintetico indoor | Stefan Edberg           | 6–4, 1–6, 7–5, 6–2      |
| 15. | 13 giugno 1988    | Queen's, Londra (3)                                 | Erba             | Stefan Edberg           | 6–1, 3–6, 6–3           |
| 16. | 8 agosto 1988     | Indianapolis Tennis Championships, Indianapolis (1) | Cemento          | John McEnroe            | 6–4, 6–2                |
| 17. | 24 ottobre 1988   | Tokyo Indoor, Tokyo (2)                             | Sintetico indoor | John Fitzgerald         | 7–6, 6–4                |
| 18. | 7 novembre 1988   | Stockholm Open, Stoccolma (1)                       | Cemento (i)      | Peter Lundgren          | 6–4, 6–1, 6–1           |
| 19. | 12 dicembre 1988  | ATP Tour World Championship (1)                     | Sintetico indoor | Ivan Lendl              | 5–7, 7–6, 3–6, 6–2, 7–6 |
| 20. | 20 febbraio 1989  | Milano Indoor, Milano (2)                           | Sintetico indoor | Aleksandr Volkov        | 6–1, 6–2                |
| 21. | 27 febbraio 1989  | U.S. Pro Indoor, Filadelfia                         | Sintetico indoor | Tim Mayotte             | 7–6, 6–1, 6–3           |
| 22. | 9 luglio 1989     | Torneo di Wimbledon, Londra (3)                     | Erba             | Stefan Edberg           | 6–0, 7–6, 6–4           |
| 23. | 10 settembre 1989 | US. Open, New York                                  | Cemento          | Ivan Lendl              | 7–6, 1–6, 6–3, 7–6      |
| 24. | 6 novembre 1989   | Paris Open, Parigi (2)                              | Sintetico indoor | Stefan Edberg           | 6–4, 6–3, 6–3           |
| 25. | 19 febbraio 1990  | Brussels Indoor, Bruxelles (1)                      | Sintetico indoor | Carl-Uwe Steeb          | 7–5, 6–2, 6–2           |
| 26. | 26 febbraio 1990  | Stuttgart Masters, Stoccarda (1)                    | Sintetico indoor | Ivan Lendl              | 6–2, 6–2                |
| 27. | 20 agosto 1990    | Indianapolis Tennis Championships, Indianapolis (2) | Cemento          | Peter Lundgren          | 6–3, 6–4                |
| 28. | 8 ottobre 1990    | Australian Indoor Championships, Sydney (2)         | Cemento (i)      | Stefan Edberg           | 7–6, 6–4, 6–4           |
| 29. | 29 ottobre 1990   | Stockholm Open, Stoccolma (2)                       | Sintetico indoor | Stefan Edberg           | 6–4, 6–0, 6–3           |
| 30. | 27 gennaio 1991   | Australian Open, Melbourne                          | Cemento          | Ivan Lendl              | 1–6, 6–4, 6–4, 6–4      |
| 31. | 28 ottobre 1991   | Stockholm Open, Stoccolma (3)                       | Sintetico indoor | Stefan Edberg           | 3–6, 6–4, 1–6, 6–2, 6–2 |
| 32. | 17 febbraio 1992  | Brussels Indoor, Bruxelles (2)                      | Sintetico indoor | Jim Courier             | 6–7, 2–6, 7–6, 7–6, 7–5 |
| 33. | 2 marzo 1992      | Rotterdam Open, Rotterdam                           | Sintetico indoor | Aleksandr Volkov        | 7–6, 4–6, 6–2           |
| 34. | 5 ottobre 1992    | Swiss Indoors, Basilea                              | Cemento (i)      | Petr Korda              | 3–6, 6–3, 6–2, 6–4      |
| 35. | 9 novembre 1992   | Paris Open, Parigi (3)                              | Sintetico indoor | Guy Forget              | 7–6, 6–3, 3–6, 6–3      |
| 36. | 23 novembre 1992  | ATP Tour World Championships, Francoforte (2)       | Sintetico indoor | Jim Courier             | 6–4, 6–3, 7–5           |
| 37. | 11 gennaio 1993   | Qatar Open, Doha                                    | Cemento          | Goran Ivanišević        | 7–6, 4–6, 7–5           |
| 38. | 15 febbraio 1993  | Milano Indoor, Milano (3)                           | Sintetico indoor | Sergi Bruguera          | 6–3, 6–3                |
| 39. | 14 febbraio 1994  | Milano Indoor, Milano (4)                           | Sintetico indoor | Petr Korda              | 6–2, 3–6, 6–3           |
| 40. | 8 agosto 1994     | Los Angeles Open, Los Angeles                       | Cemento          | Mark Woodforde          | 6–2, 6–2                |
| 41. | 22 agosto 1994    | New Haven International, New Haven                  | Cemento          | Marc Rosset             | 6–3, 7–5                |
| 42. | 31 ottobre 1994   | Stockholm Open, Stoccolma (4)                       | Sintetico indoor | Goran Ivanišević        | 4–6, 6–4, 6–3, 7–6      |
| 43. | 13 febbraio 1995  | Open 13, Marsiglia                                  | Sintetico indoor | Daniel Vacek            | 6–7, 6–4, 7–5           |
| 44. | 20 novembre 1995  | ATP Tour World Championships, Francoforte (3)       | Sintetico indoor | Michael Chang           | 7–6, 6–0, 7–6           |
| 45. | 28 gennaio 1996   | Australian Open, Melbourne (2)                      | Cemento          | Michael Chang           | 6–2, 6–4, 2–6, 6–2      |
| 46. | 17 giugno 1996    | Queen's, Londra (4)                                 | Erba             | Stefan Edberg           | 6–4, 7–6                |
| 47. | 14 ottobre 1996   | Vienna Open, Vienna                                 | Sintetico indoor | Jan Siemerink           | 6–4, 6–7, 6–2, 6–3      |
| 48. | 28 ottobre 1996   | Stuttgart Masters, Stoccarda (2)                    | Sintetico indoor | Pete Sampras            | 3–6, 6–3, 3–6, 6–3, 6–4 |
| 49. | 9 dicembre 1996   | Grand Slam Cup, Monaco di Baviera                   | Sintetico indoor | Goran Ivanišević        | 6–3, 6–4, 6–4           |

### Sconfitte in finale nel singolare (28)
| Legenda                                          |
| Grande Slam (4)                                  |
| Tennis Masters Cup ATP (5)                       |
| Tennis Masters Cup WCT (1)                       |
| Grand Slam Cup (0)                               |
| Grand Prix Super Series / ATP Masters Series (8) |
| ATP Championship Series (5)                      |
| ATP Grand Prix (5)                               |

| Nº  | Data             | Torneo                                              | Superficie       | Avversario della finale | Risultato                         |
| --- | ---------------- | --------------------------------------------------- | ---------------- | ----------------------- | --------------------------------- |
| 1.  | 18 novembre 1985 | Wembley Championship, Wembley                       | Sintetico indoor | Ivan Lendl              | 7–6(6), 3–6, 6–4, 4–6, 4–6        |
| 2.  | 20 gennaio 1986  | ATP Tour World Championship (1)                     | Sintetico indoor | Ivan Lendl              | 2–6, 6(4)–7, 3–6                  |
| 3.  | 14 aprile 1986   | WCT Finals, Dallas                                  | Sintetico indoor | Anders Järryd           | 7–6(3), 1–6, 1–6, 4–6             |
| 4.  | 11 agosto 1986   | Stratton Mountain International, Stratton Mountain  | Cemento          | Ivan Lendl              | 4–6, 6(0)–7                       |
| 5.  | 8 dicembre 1986  | ATP Tour World Championship (2)                     | Sintetico indoor | Ivan Lendl              | 4–6, 4–6, 4–6                     |
| 6.  | 24 agosto 1987   | Cincinnati Open, Cincinnati                         | Cemento          | Stefan Edberg           | 4–6, 1–6                          |
| 7.  | 4 luglio 1988    | Torneo di Wimbledon, Londra (1)                     | Erba             | Stefan Edberg           | 6–4, 6(2)–7, 4–6, 2–6             |
| 8.  | 30 aprile 1989   | Monte Carlo Masters, Monte Carlo (1)                | Terra rossa      | Alberto Mancini         | 5–7, 6–2, 6(4)–7, 5–7             |
| 9.  | 4 dicembre 1989  | ATP Tour World Championship (3)                     | Sintetico indoor | Stefan Edberg           | 6–4, 6(6)–7, 3–6, 1–6             |
| 10. | 14 maggio 1990   | ATP German Open, Amburgo                            | Terra rossa      | Juan Aguilera           | 1–6, 0–6, 6(7)–7                  |
| 11. | 18 giugno 1990   | Queen's, Londra                                     | Erba             | Ivan Lendl              | 3–6, 2–6                          |
| 12. | 9 luglio 1990    | Torneo di Wimbledon, Londra (2)                     | Erba             | Stefan Edberg           | 2–6, 2–6, 6–3, 6–3, 4–6           |
| 13. | 15 ottobre 1990  | Tokyo Indoor, Tokyo                                 | Sintetico indoor | Ivan Lendl              | 6–4, 3–6, 6(5)–7                  |
| 14. | 5 novembre 1990  | Paris Open, Parigi (1)                              | Sintetico indoor | Stefan Edberg           | 3–3, ret.                         |
| 15. | 29 aprile 1991   | Monte Carlo Masters, Monte Carlo (2)                | Terra rossa      | Sergi Bruguera          | 7–5, 4–6, 6(6)–7, 6(4)–7          |
| 16. | 8 luglio 1991    | Torneo di Wimbledon, Londra (3)                     | Erba             | Michael Stich           | 4–6, 6(4)–7, 4–6                  |
| 17. | 19 agosto 1991   | Indianapolis Tennis Championships, Indianapolis (1) | Cemento          | Pete Sampras            | 6(2)–7, 6–3, 3–6                  |
| 18. | 23 agosto 1993   | Indianapolis Tennis Championships, Indianapolis (2) | Cemento          | Jim Courier             | 5–7, 3–6                          |
| 19. | 16 maggio 1994   | Internazionali d'Italia, Roma                       | Terra rossa      | Pete Sampras            | 1–6, 2–6, 2–6                     |
| 20. | 10 ottobre 1994  | Australian Indoor Championships, Sydney             | Sintetico indoor | Richard Krajicek        | 6(5)–7, 6(7)–7, 6–2, 3–6          |
| 21. | 21 novembre 1994 | ATP Tour World Championships, Francoforte (4)       | Sintetico indoor | Pete Sampras            | 6–4, 3–6, 5–7, 4–6                |
| 22. | 20 febbraio 1995 | Milano Indoor, Milano                               | Sintetico indoor | Evgenij Kafel'nikov     | 5–7, 7–5, 6(6)–7                  |
| 23. | 30 aprile 1995   | Monte Carlo Open, Monte Carlo (3)                   | Terra rossa      | Thomas Muster           | 6–4, 7–5, 1–6, 6(6)–7, 0–6        |
| 24. | 10 luglio 1995   | Torneo di Wimbledon, Londra (4)                     | Erba             | Pete Sampras            | 7–6(5), 2–6, 4–6, 2–6             |
| 25. | 6 novembre 1995  | Paris Open, Parigi (2)                              | Sintetico indoor | Pete Sampras            | 6(5)–7, 4–6, 4–6                  |
| 26. | 25 novembre 1996 | ATP Tour World Championships, Hannover (5)          | Sintetico indoor | Pete Sampras            | 6–3, 6(5)–7, 6(4)–7, 7–6(11), 4–6 |
| 27. | 13 luglio 1998   | Swiss Open Gstaad, Gstaad                           | Terra rossa      | Àlex Corretja           | 6(5)–7, 5–7, 3–6                  |
| 28. | 12 aprile 1999   | Hong Kong Open, Hong Kong                           | Cemento          | Andre Agassi            | 7–6(4), 4–6, 4–6                  |

### Doppio (15)
- 1984 (1) - Monaco di Baviera
- 1986 (2) - Sydney, Bruxelles
- 1987 (3) - Francoforte sul Meno, Bruxelles, Milano
- 1988 (2) - Indian Wells, Milano
- 1989 (1) - Indian Wells
- 1990 (1) - Indian Wells
- 1992 (3) - Bruxelles, Oro Olimpiadi Barcellona '92, Monte Carlo
- 1993 (1) - Doha
- 1995 (1) - Milano

## Incontri disputati in Coppa Davis
- 1985
  - Germania - Spagna (1º turno)
    - Juan Aguilera 6-3,6-4,6-4
    - Sergio Casal 4-6,6-1,5-7

  - Germania - Stati Uniti (4º di finale)
    - Eliot Teltscher 6-2,6-2,6-3
    - Aaron Krickstein 6-2,6-2,6-1

  - Germania - Cecoslovacchia (semifinale)
    - Miloslav Mečíř 6-3,7-5,6-4
    - Libor Pimek 6-1,6-4

  - Germania - Svezia (finale)
    - Stefan Edberg 6-2,3-6,7-5,8-6
    - Mats Wilander 6-3,2-6,6-3,6-3
- 1986
  - Messico - Germania (1º turno)
    - Leonardo Lavalle 6-3,6-2,6-4
    - Francisco Maciel 6-3,6-1,6-1

  - Germania - Ecuador (Spareggio retrocessione)
    - Raúl Viver 6-4,6-4,10-8
    - Andrés Gómez 7-5,6-2
- 1987
  - Spagna - Germania (1º turno)
    - Emilio Sánchez 6-4,7-5,5-7,3-6,6-3
    - Sergio Casal 2-6,6-0,2-6,3-6

  - USA - Germania (Spareggio retrocessione)
    - John McEnroe 4-6,15-13,8-10,6-2,6-2
    - Tim Mayotte 6-2,6-3,5-7,4-6,6-2
- 1988
  - Germania - Brasile (1º turno)
    - Cássio Motta 6-0,6-2,6-0

  - Germania - Danimarca (4º di finale)
    - Michael Tauson 7-5,6-4,6-3
    - Morten Christensen 6-3,6-4

  - Germania - Jugoslavia (semifinale)
    - Slobodan Živojinović 7-5,6-2,6-4
    - Goran Prpić 7-5,6-4

  - Svezia - Germania
    - Stefan Edberg 6-3,6-1,6-4
    - Edberg/Järryd 3-6, 2-6, 7-5, 6-3, 6-2 (in coppia con Jelen)
- 1989
  - Germania - Indonesia (1º turno)
    - Abdul Kahar Mim 6-0,6-1,6-1
    - Tintus Arianto Wibowo 6-2,7-5

  - Cecoslovacchia - Germania (4º di finale)
    - Karel Nováček 7-6,6-4,6-4
    - Milan Šrejber 6-3,6-4,6-3

  - Germania - USA (semifinale)
    - Andre Agassi 6-7,6-7,7-6,6-3,6-4

  - Germania - Svezia (finale)
    - Stefan Edberg 6-2,6-2,6-4
    - Järryd/Gunnarsson 7-6, 6-4, 3-6, 6-7, 6-4 (in coppia con Jelen)
    - Mats Wilander 6-2,6-0,6-2
- 1991
  - Germania - Italia (1º turno)
    - Paolo Canè 3-6,6-1,6-4,6-4
    - Omar Camporese 3-6,4-6,6-3,6-4,6-3

  - Germania - Argentina (4º di finale)
    - Javier Frana 6-3,6-4,6-4
    - Martín Jaite 6-1,7-6(8-6)
- 1992
  - Germania - Brasile (1º turno)
    - Luiz Mattar 6-4,5-7,1-6,7-6,6-0

  - Germania - Belgio (Qualificazioni)
    - Filip Dewulf 6-4,6-4,6-4
- 1995
  - Germania - Croazia (1º turno)
    - Saša Hiršzon 6-4 6-1 6-3

  - Paesi Bassi - Germania (4º di finale)
    - Paul Haarhuis 6-4 2-6 4-6 6-7
    - Richard Krajicek 6-3 6-4 3-6 6-1

  - Russia - Germania (semifinale)
    - Andrej Česnokov 6-7 6-3 7-6 7-5
- 1997
  - Germania - Messico (1º turno)
    - Luis Herrera 7-5 6-2 6-3
    - Alejandro Hernández 6-4 7-5

## Omaggi e riconoscimenti
- In merito alle vicende legate alla relazione con la modella Angela Ermakova, la band Avant-garde metal Give Us Barabba ha dedicato a Boris Becker il brano The Troubled Story of Boris Becker’s Balls contenuto nell'album Sadomasokissme del 2017[17].
- Boris Becker è inoltre citato esplicitamente sia nel testo che soprattutto nel video nella canzone del 1986 "Geil" del duo Bruce & Bongo.
- Nella serie tv Boris (in cui v'è un regista appassionato di tennis), tutti i pesci rossi presenti sul set portano il nome di tennisti famosi: il pesce Boris è appunto ispirato all'omonimo tennista.